# Sigrid Aminoff
Sigrid Eva Gabriella Aminoff, född Oxenstierna af Korsholm och Wasa den 6 september 1904 i Stockholm, död 18 juni 1994 i Stockholm, var en svensk bildkonstnär. Hon målade stilleben, porträtt av nära anhöriga och landskap i olja eller akryl.

## Biografi
Sigrid Aminoffs far var greve Erik Oxenstierna af Korsholm och Wasa. Modern Siri, född Wallenberg, fick tillsammans med maken villan Sirishov på Djurgården i Stockholm i lysningspresent av sin far. Namnet hade villan fått redan tidigare av en förutvarande ägare, överkammarherren Sten Abraham Piper, som uppkallade sommarvillan efter sin favoritmops Siri.
Sigrid Aminoff växte upp tillsammans med sina syskon Johan Gabriel och Margaretha på Sirishov med kokerska, husa, betjänt, kusk och hästar. De sistnämnda blev återkommande motiv i Sigrid Aminoffs fulla ritblock. Syskonen paddlade ibland över Djurgårdsbrunnsviken till en simstadion som byggts till Stockholmsolympiaden 1912. Fadern var ansvarig för ryttartävlingarna under olympiaden och Sigrid Aminoff och Johan Gabriel var ofta på Stadion och såg tävlingarna.
Matlagningskurser och pianospel visade sig inte vara något för Sigrid Aminoff. På något sätt togs det för givet att hon skulle bli konstnär och 1921 började hon på Edward Berggrens och Gottfrid Larssons Konstskola i Stockholm. Därefter studerade hon på Kungliga Akademien för de fria konsterna (nuvarande Konstakademien) mellan 1925 och 1930. Som lärare hade hon först Oscar Björck, men hon övergick till att studera dekorativt måleri som monumentalmålning och teaterscenografi för Olle Hjortzberg. Han blev inspiratör i hennes fortsatta målande. Evert Lundquist, Olle Nyman, Sven Erik Skawonius och Göta Trägårdh var några av kurskamraterna.
1930 reste Sigrid Aminoff till Paris för att studera och där träffade hon sin blivande man, Hans Aminoff. De gifte sig 1933 och flyttade till Finland där maken hade ett godset i Pekkala i Ruovesi. Tillsammans fick de dottern Antonia 1934, men äktenskapet varade bara sex år. Sigrid Aminoff stannade kvar i Finland och under finska vinterkriget gjorde hon tillsammans med andra kvinnor stora hjälpinsatser för det nödlidande folket.
Efter kriget var hon tillbaka i Stockholm och ägnade sig helt åt sitt konstnärskap. Då hade hon haft sin första utställning i Florens 1938 och en i Helsingfors året efter. På hemmaplan i Sverige hade hon sin första utställning våren 1940 på Galerie Moderne. Där visade hon oljemålningar av ståtliga italienska trädgårdar och figurmålningar.
Sigrid Aminoff hade fler strängar på sin lyra. Under tiden i Finland var hon fårägare och stod för scenografin vid en teateruppsättning i Åbo, tillbaka i Sverige gjorde hon gardinarrangemang för mattaffären Nessims, och längre fram engagerade hon sig i hjälparbete för Ungerns folk. Inspirerad av Hjortzberg utförde hon en triptyk till Hägerstads nya kyrka 1930. Mittbilden föreställer Jesus i Betania, på vänsterdörrens insida finns en ängel med tio Guds bud och på den högra en ängel bärande ett kors. Till Horns kyrka målade hon en altartavla som sattes upp 1951.
I slutet av 1940-talet köpte Sigrid Aminoff tillsammans med vännerna Göta Trägårdh och Elisabeth Sundström en gammal gård i Ranarpsstrand. Med hjälp av lokala hantverkare rustade de upp Hovaldsgården för att ha som sommarboende för de tre familjerna.
1958 medverkade Sigrid Aminoff i utställningen God konst i alla hem på Galleri Brinken i Stockholm. I januari året efter hade hon en separatutställning på samma galleri och visade då gouacher från Sydafrika, teckningar och landskap. En målning visar Djurgården med grönska och vatten och recensenten Torsten Bergmark i Dagens Nyheter gav den betyget ”en väl sammanhållen bild med rent klingande färg”.
Sigrid Aminoff reste mycket och köpte gärna med sig gamla krukor, flaskor och pottor hem. De blev till motiv i hennes stilleben tillsammans med frukter, en kaffekvarn och andra vardagsföremål. Hon avbildade kakelugnar, en trädgårdsstol, interiörer och figurbilder. Själv såg hon sig inte som en porträttmålare. Hon ville bara avbilda nära anhöriga som hon kände väl.
Redan på 1920-talet besökte hon Egypten med sin mor och sina syskon. Hon blev betagen av landet och 1964 gjorde hon under en ny resa en rad skisser som sedan målades till egyptiska tavlor. Dessa visades i Kalmar.
I slutet av samma år avled hennes mor, som ärvt Sirishov och haft villan som permanentboende sedan makens död många år tidigare. Nu stod Sigrid Aminoff som arvtagare till villan. När hon röjde bland moderns kläder upptäckte hon att eleganta damtoaletter, från sen empire fram till 1930-talets början, fanns sparade på vind och i källare. Dem lät Sigrid Aminoff visa upp i en stor artikel i Dagens Nyheter. Hon flyttade in i sitt nedslitna barndomshem och lät rusta upp det för arvspengarna. I ett annex kallat Stallet hade hon sin ateljé under vinterhalvåret men på sommaren målade hon ute eller i matsalen, där vita skärmar satts in för att få bättre ljus.
På 1970-talet flyttade nära släktingar in på Sirishov men Sigrid Aminoff fortsatte disponera nedervåningen. Hon målade och ställde ut. De unga och Galerie S:t Nikolaus visade hennes oljemålningar, teckningar och akvareller och 1992 ställdes hon ut av Galerie Connaisseur i Stockholm.
År 1989 såldes Sirishov slutligen till Sigrid Aminoffs dotterdotter, men själv disponerade hon delar av huset fram till sin död. Hon är representerad med tavlan Mor Och Barn i akvatint på Kalmar konstmuseum.
Sigrid Aminoff avled 1994, 90 år.